# Pedicularis rigidiformis
Pedicularis rigidiformis är en snyltrotsväxtart som beskrevs av Bonati. Pedicularis rigidiformis ingår i släktet spiror, och familjen snyltrotsväxter. Inga underarter finns listade i Catalogue of Life.